# Міжнародний день Матері-Землі

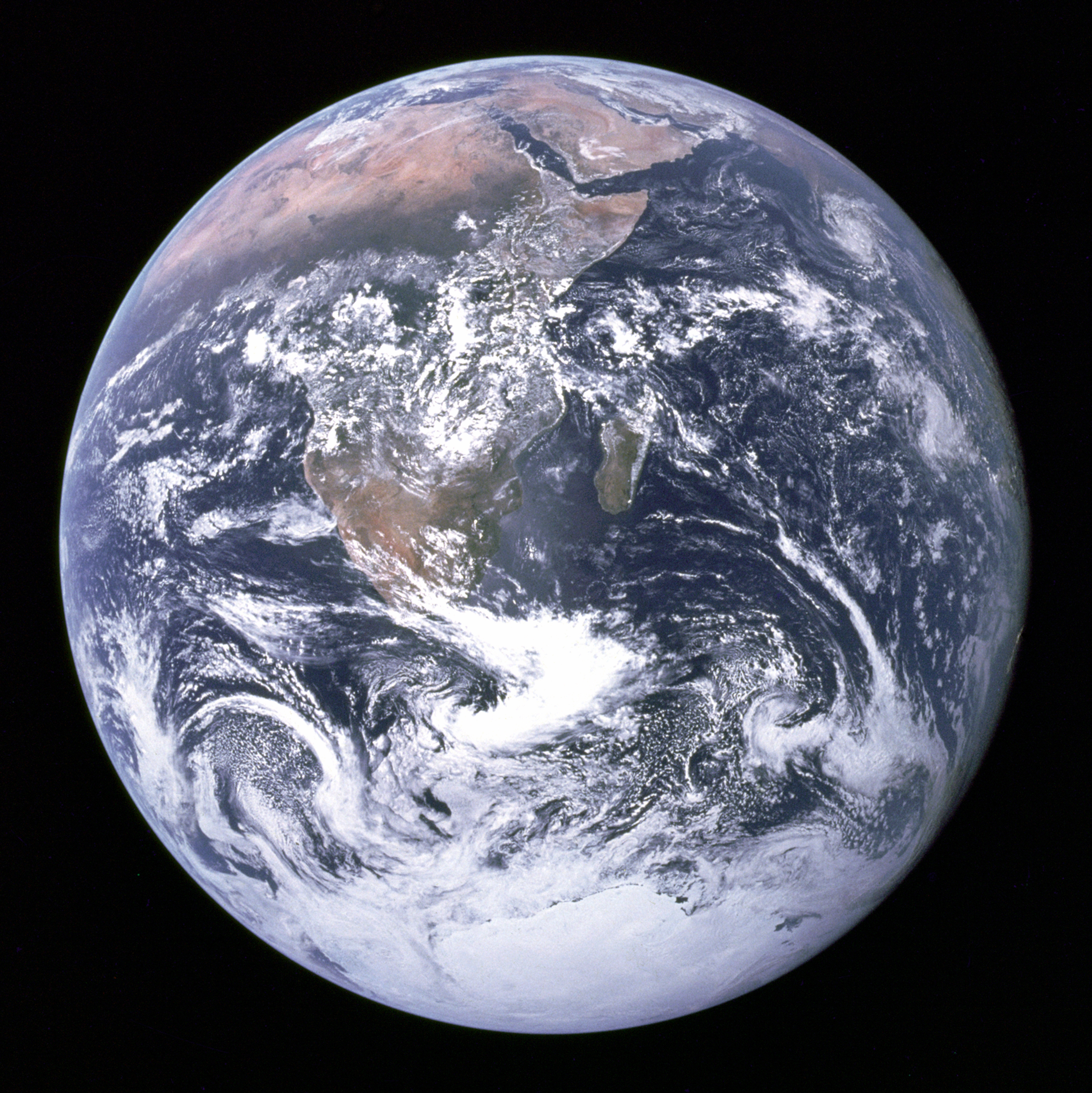
Вигляд Землі з космосу

Міжнародний день Матері-Землі (англ. International Mother Earth Day, ісп. Día Internacional de la Madre Tierra, фр. Journee internationale de la Terre nourriciere) відзначається, починаючи з 2010 року, щорічно 22 квітня. Встановлено Генеральною Асамблеєю ООН в 2009 році (резолюція № A/RES/63/278). Має екофеміністський вираз, тому святкується і в числі феміністичних дат.
У резолюції наголошується, що термін «Мати-Земля» загальноприйнятий у багатьох країнах, що він відображає взаємозалежності між планетою, її екосистемами і людиною.
Пропонуючи всім державам-членам ООН, міжнародним і неурядовим організаціям відзначати «Міжнародний день Матері-Землі», Генеральна Асамблея звертає увагу на те, що свято День Землі вже щорічно відзначається в багатьох країнах.

## Історія
За деякими даними[якими?] цей День виник на основі «Дня дерев», що відзначався раніше у США. Історія виникнення пов'язана з ім'ям Джона Стерлінга Мортона, — політика, громадського діяча, редактора однієї з газет штату Небраска. 4 січня 1872 року на засіданні Ради з питань сільського господарства штату Мортон запропонував організувати свято саджання дерев. Вперше його провели 10 квітня 1872 року, із призами для тих, хто посадить найбільше дерев. Лише за один день було висаджено понад мільйон саджанців. Згодом, у 1875 році в штаті Небраска 22 квітня (день народження Мортона) було проголошено офіційним святом — Днем Дерева,.
У 1970 році 22 квітня у США День Землі відзначили на національному рівні, в акції взяли участь понад 20 млн осіб. Один із його тодішніх ініціаторів — екологічний активіст Гейлорд Нельсон.
З 1990 року День Землі отримав міжнародний статус.

## Лейтмотив Дня
Щороку цього дня ООН актуалізує певну тему, щоб надати спрямування для акцій, що відбуваються та привернути увагу до конкретної проблеми навколишнього середовища.
| Рік  | Тема                                                                          |
| ---- | ----------------------------------------------------------------------------- |
| 2016 | Дерева для планети                                                            |
| 2017 | Екологічна та кліматична грамотність (англ. Environmental & Climate Literacy) |
| 2018 | Припинити забруднення пластиком                                               |
| 2019 | Захистіть наші види                                                           |